# Vijes
Vijes est une municipalité située dans le département de Valle del Cauca, en Colombie.